# Fraternidad Reformada Mundial
Comunidad Reformada Mundial o Fraternidad Reformada Mundial (en inglés: The World Reformed Fellowship ( WRF )) es una organización cristiana ecuménica que promueve la unidad entre las iglesias confesionales reformadas de todo el mundo.

## Historia
La Fraternidad Mundial de Iglesias Reformadas (WFRC) fue formada en 1994 por la Iglesia Presbiteriana en América , la Iglesia Presbiteriana Nacional en México y la Iglesia Presbiteriana de Brasil , así como iglesias miembros principalmente de países latinoamericanos y de India, África Oriental. y Estados Unidos. [2] La International Reformed Fellowship (IRF) se formó también en 1994 con iglesias reformadas en Indonesia , Taiwán , Japón y de toda Asia .
La Fraternidad Mundial de Iglesias Reformadas y la Fraternidad Internacional Reformada se unieron el 24 de octubre de 2000 para formar la Fraternidad Mundial Reformada. La WRF es ahora un organismo internacional representado en setenta y nueve países. [3]
Los miembros deben estar de acuerdo con:
La declaración de que "Las Escrituras del Antiguo y Nuevo Testamento no tienen error en todo lo que enseñan".
Al menos una de las siguientes confesiones históricas reformadas: la confesión galicana, la confesión belga, el catecismo de Heidelberg, los treinta y nueve artículos, la segunda confesión helvética, los cánones de Dort, la confesión de fe de Westminster, la confesión de Londres de 1689, la Declaración de Saboya, o la Declaración de Fe de WRF.
La Fraternidad Mundial Reformada quiere promover el pensamiento reformado , animar a las iglesias y a las personas a adoptar el pensamiento reformado, promover la evangelización en la tradición reformada y proporcionar un foro para el diálogo.
Es similar en teología a la Conferencia Internacional de Iglesias Reformadas y más conservadora que la Comunión Mundial de Iglesias Reformadas . [ cita requerida ] El WRF también se diferencia de ellos en que es una confraternidad, no un consejo, y por lo tanto incluye en su membresía no sólo denominaciones, sino congregaciones individuales, pastores y teólogos, y organizaciones no eclesiales (por ejemplo, seminarios teológicos). Concibe su existencia como una forma de facilitar el diálogo y compartir recursos entre las diferentes ramas globales del cristianismo reformado. [5]
Hay un total de 73 miembros denominacionales de la Confraternidad y 115 miembros organizacionales, al 15 de mayo de 2020. 
La Cuarta Asamblea General de la Confraternidad Reformada Mundial se llevó a cabo en Sao Paulo, Brasil en marzo de 2015. [8] Esta Asamblea General aprobó una nueva declaración de fe que se había completado el 31 de marzo de 2011. Esta declaración incluye doce artículos y fue hecha para lograr tres propósitos:
Expresar con precisión el contenido de las otras confesiones históricas reformadas que los miembros deben mantener en al menos una de ellas.
Aplicar la fe reformada a problemas específicos que enfrenta la iglesia del siglo XXI.
Incluir las voces de los cristianos reformados de todo el mundo, ya que las otras confesiones fueron escritas principalmente por cristianos en Europa. [9]
En su Quinta Asamblea General en Yakarta, Indonesia, en agosto de 2019, la Fraternidad Mundial Reformada publicó una declaración sobre la identidad teológica reformada, [10] que proporcionó una descripción narrativa de los orígenes, métodos, características, contextos y relevancia continua de la teología reformada.

## Miembros denominacionales
En febrero de 2016 hay los siguientes miembros denominacionales.

### África
- Iglesia Evangélica Presbiteriana de África
- Iglesia Cristiana Reformada en Sudáfrica
- Iglesia de Inglaterra en Sudáfrica
- Egliese Protestante Reformee du Burundi
- Iglesia Evangélica Presbiteriana de Costa de Marfil
- Iglesia Evangélica Presbiteriana de Malawi
- Iglesia Evangélica Reformada de la República Democrática del Congo
- Ministerio de curación de Dios ( Lagos, Nigeria )
- Ministerio Greater Grace , Kampala, Uganda
- Igreja Presbteriana de Angola
- Mission Voile Déchiré , Abiyán, Costa de Marfil
- Iglesia Presbiteriana Mount Zion de Sierra Leona
- Iglesia Presbiteriana de la República Democrática Oriental del Congo
- Iglesia Presbiteriana en Uganda
- Iglesia Presbiteriana de Sierra Leona
- La Iglesia Protestante de Ambohimalaza-Firaisiana , Madagascar
- Iglesias reformadas en Sudáfrica
- Iglesia Presbiteriana Reformada en África (Uganda)
- Iglesia Presbiteriana Reformada en África (Ruanda)
- Iglesia Presbiteriana Reformada de Uganda
- Iglesias reformadas sudanesas

### Asia
- Iglesia Presbiteriana Aashish (Zona Koshi, Este de Nepal )
- Iglesia Bíblica Reformada de Myanmar
- Iglesia Cristiana Reformada en Nepal
- Iglesia Cristiana Reformada de Sri Lanka
- Iglesia Evangélica Presbiteriana de Myanmar
- Asamblea General de la Iglesia Presbiteriana de Filipinas
- Grace Presbyterian Church de Bangladés
- India Iglesia Presbiteriana Reformada
- Iglesia Isa-e (Bangladés)
- Presbiterio de la Región de la Capital Nacional de la Iglesia Presbiteriana de Filipinas
- Iglesia de la paz de Bangladés
- Iglesia Presbiteriana en India
- Iglesia Presbiteriana de Bangladés
- Iglesia Presbiteriana del Sur de la India
- Iglesia Libre Presbiteriana de la India Central
- Iglesias reformadas del sur de la India
- Iglesia reformada de Nepal
- Iglesias comunitarias reformadas en Myanmar
- Iglesia Evangélica Reformada de Indonesia
- Iglesia Evangélica Reformada de Myanmar
- Iglesia Presbiteriana Reformada en Myanmar
- Iglesia Presbiteriana Reformada de la India
- Iglesia Smyrna House of Prayer en Bangladés
- Iglesia Presbiteriana Unida de Pakistán
- Iglesia Reformada Unida en Myanmar
- Asociación Cristiana Reformada de Malasia ( Malasia )
- Compañerismo reformado Ahmedabad ( Guyarat, India Occidental )
- La Iglesia Unida de la India (India)

### Europa
- Iglesia Libre Reformada de Alemania
- Iglesia de Escocia
- Iglesias bautistas evangélicas reformadas en Italia
- Iglesia Libre de Escocia
- Iglesia Evangélica Reformada de Lituania
- Iglesia cristiana reformada protestante en Croacia
- Iglesia cristiana reformada protestante en Serbia
- Iglesia Evangélica Presbiteriana de España
- Igreja Evangélica Presbiteriana de Portugal

### América del Norte
- Iglesia Presbiteriana Reformada Asociada (EE. UU.)
- Iglesia Cristiana Reformada de Norteamérica
- L'Église Réformée du Québec
- Iglesia Evangélica Presbiteriana (EE. UU.)
- Iglesia Evangélica Reformada en América
- Iglesia Internacional de Cristo para la Pacificación , ( Raleigh NC )
- Iglesia Presbiteriana Nacional de México
- Iglesia Presbiteriana en América
- Iglesias bautistas reformadas en América del Norte
- Iglesias bíblicas reformadas de Trinidad y Tobago
- Iglesia Cristiana Reformada de Orlando
- Iglesia Cristiana Unida e Instituto Bíblico, EE. UU.
- Iglesia Episcopal Unida de América del Norte

### Oceanía
- Grace Presbyterian Church de Nueva Zelanda
- Iglesia Presbiteriana de Australia
- Iglesia Presbiteriana de Westminster (Bull Creek, Australia)

### Sudamérica
- Iglesia Evangélica Presbiteriana del Perú
- Iglesia Presbiteriana de Bolivia
- Iglesia Presbiteriana Horeb, Cochabamba, Bolivia
- Iglesia Presbiteriana de Brasil
- Iglesia Reformada de América Latina
- Iglesia Unida de Cristo en Colombia